# 부쓰조 구조선

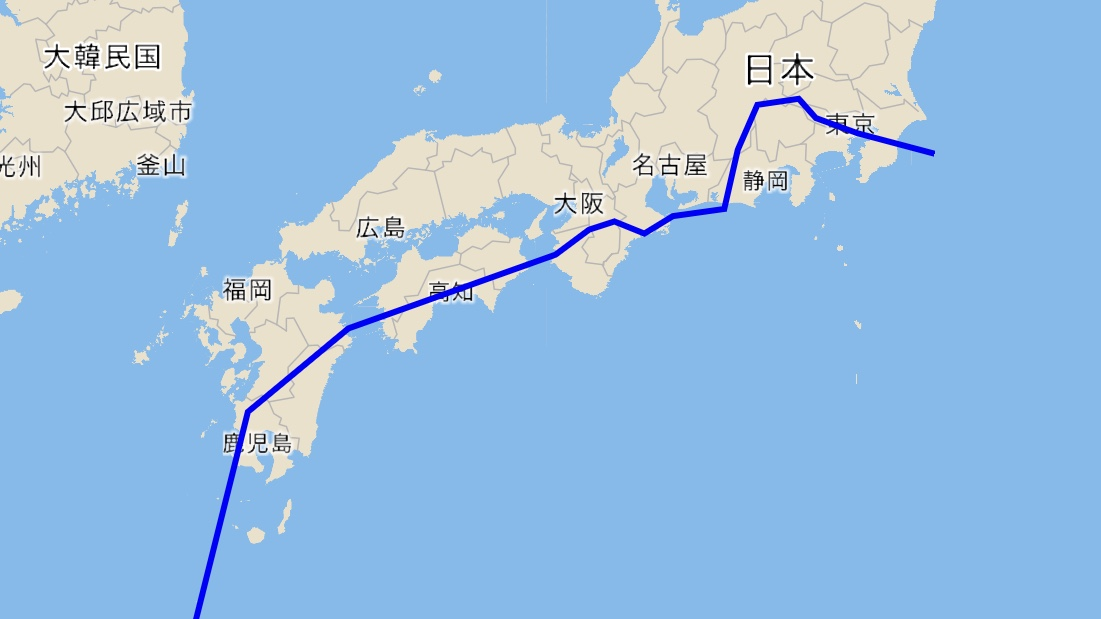
부쓰조 구조선이 파란색으로 그러져 있다.

부쓰조 구조선(仏像構造線)은 일본의 남서부에 위치한 단층이다. 북동쪽에서 남서쪽 방향으로 늘어서 있다. 1931년 고바야시 테이이치가 고치현 도사시 서부의 지명 '부쓰조'를 따서 부쓰조-이토카와 구조선으로 명명하였고, 후에  부쓰조 선 또는 부쓰조 구조선으로 불리게 되었다.

## 구조
북쪽에서는 오래된 지층인 지치부대, 산포산대와 경계를 이루며, 남쪽에서는 새로운 지층인 시만토 층군 북대와 경계를 이룬다. 이누보 곶 부근에서 시작되어 주오 구조선의 남쪽을 따라 남서일본을 종단하여 난세이 제도까지 이어진다. 백악기 후기에서 고제3기 사이에 활동한 역단층이며, 지치부대 또는 산포산대가 시만토대 위에 올라앉은 구조로 이루어져 있다. 단층의 변위는 최대 100km이다.

## 상세

### 간토
이누보곶 동쪽의 다나구라 구조선을 기점으로 보소반도와 도쿄만을 횡단하여 다마강을 따라 북서쪽으로 고부시가다케 부근까지 이어진다.

### 주부
야쓰가다케 부근을 지나 스와 분지 남동부에서 이토이가와-시즈오카 구조선을 가로질러 후지강을 따라 남하한다. 아카이시산맥의 중심부를 관통하며 덴류강을 따라 남하하여 엔슈나다 바다 밑으로 이어진다.

### 긴키
시마반도의 오노우라만 부근에서 기이 산지를 종단하여 유라 항구(由良港) 부근에서 기이 수도의 바다 밑으로 이어진다.

### 시코쿠
다치바나만 부근에서 시코쿠 산지 동부를 넘어 고치 평야로 이어진다. 우라도만을 건너 시코쿠 산지 서부에 걸치며 우와지마만에서 분고 수도에서 바다 밑으로 이어진다.

### 규슈
규슈에서는 하시모토 유가 명명한 오사카간 구조선 또는 우시노하마 구조선이 부쓰조 구조선에 포함된다. 사이키만 북부에서 규슈 산지로 들어가 반조강을 따라 남서쪽으로 나아가 가타무키산과 오쿠에산 사이를 지난다. 히노카게정과 다카치호정의 경계 부근에서 고카세강을 횡단한다. 샤쿠나게코시, 노케에보시산을 넘어 규센도 부근에서 구마강을 가로질러 고메노쓰 부근에서 야쓰시로해를 스쳐지나간다. 이즈미 평야 서부를 가로질러 이즈미 산지 서쪽 경계를 따라서 남쪽으로 휘어진다. 이 구조를 「호쿠사쓰의 굴곡」(北薩の屈曲)이라 하며, 동해와 오키나와 주상해분의 확장에 의한 구조선의 휘어짐이 나타난다. 센다이평야를 횡단하여 후기아게하마 북부에서 바다를 건너 노마곶의 끝을 스치면서 동중국해로 이어진다.。

### 난세이 제도
아마미오섬의 중앙부를 남북으로 횡단한다. 오키나와섬 북부 서해안을 지나며 모토부반도 남동부를 가로질러 나고만에서 바다 밑으로 이어져 게라마 제도 부근에서 끝나는 것으로 추정된다.